# Capriccio nr. 2 (Bridge)
Capriccio nr. 2 is een compositie van Frank Bridge. Het is een logisch vervolg op zijn Capriccio nr. 1 uit hetzelfde jaar 1905. Toch werd deze veel later op het podium gebracht dan nummer 1. Plaats van de première in 1909 was de Bechstein Hall. Capriccio wordt gespeeld in 'tempo vivo'.

## Discografie
- Uitgave SOMM: Mark Bebbington (piano)
- Uitgave Continuum: Peter Jacobs (piano)